# Unión Soviética en los Juegos Olímpicos de Montreal 1976
La Unión Soviética estuvo representada en los Juegos Olímpicos de Montreal 1976 por un total de 410 deportistas que compitieron en 22 deportes.  
El portador de la bandera en la ceremonia de apertura fue el halterófilo Vasili Alexeyev.

## Medallistas
El equipo olímpico soviético obtuvo las siguientes medallas:
| Nombre | Deporte            | Competición                      |
| --- | ------------------ | -------------------------------- |
| Oro |                    |                                  |
| Viktor Saneyev | Atletismo          | Triple salto M                   |
| Yuri Sedyj | Atletismo          | Martillo M                       |
| Tatiana Kazankina | Atletismo          | 800 m F                          |
| Tatiana Kazankina | Atletismo          | 1500 m F                         |
| Equipo | Baloncesto         | Torneo F                         |
| Equipo | Balonmano          | Torneo M                         |
| Equipo | Balonmano          | Torneo F                         |
| Anatoli Chukanov Valeri Chaplyguin Vladimir Kaminski Aavo Pikkuus                                                                                   | Ciclismo en ruta   | Contrarreloj por eqs. M          |
| Viktor Krovopuskov | Esgrima            | Sable ind. M                     |
| Viktor Krovopuskov Eduard Vinokurov Viktor Sidiak Vladimir Nazlymov Mijail Burtsev                                                                  | Esgrima            | Sable por eqs. M                 |
| Yelena Belova Olga Kniazeva Valentina Sidorova Nailia Guiliazova Valentina Nikonova                                                                 | Esgrima            | Florete por eqs. F               |
| Nikolai Andrianov | Gimnasia artística | Concurso completo ind. M         |
| Nikolai Andrianov | Gimnasia artística | Suelo M                          |
| Nikolai Andrianov | Gimnasia artística | Anillas M                        |
| Nikolai Andrianov | Gimnasia artística | Salto de potro M                 |
| Svetlana Grozdova Elvira Saadi Mariya Filatova Olga Korbut Liudmila Turishcheva Neli Kim                                                            | Gimnasia artística | Concurso completo por eqs. F     |
| Neli Kim | Gimnasia artística | Suelo F                          |
| Neli Kim | Gimnasia artística | Salto de potro F                 |
| Alexandr Voronin | Halterofilia       | 52 kg M                          |
| Nikolai Kolesnikov | Halterofilia       | 60 kg M                          |
| Piotr Korol | Halterofilia       | 67,5 kg M                        |
| Valeri Shary | Halterofilia       | 82,5 kg M                        |
| David Rigert | Halterofilia       | 90 kg M                          |
| Yuri Zaitsev | Halterofilia       | 110 kg M                         |
| Vasili Alexeyev | Halterofilia       | +110 kg M                        |
| Vladimir Nevzorov | Judo               | –70 kg M                         |
| Serguei Novikov | Judo               | +93 kg M                         |
| Alexei Shumakov | Lucha grecorromana | 48 kg M                          |
| Vitali Konstantinov | Lucha grecorromana | 52 kg M                          |
| Suren Nalbandian | Lucha grecorromana | 68 kg M                          |
| Anatoli Bykov | Lucha grecorromana | 74 kg M                          |
| Valeri Rezantsev | Lucha grecorromana | 90 kg M                          |
| Nikolai Balboshin | Lucha grecorromana | 100 kg M                         |
| Alexandr Kolchinski | Lucha grecorromana | +100 kg M                        |
| Vladimir Yumin | Lucha libre        | 57 kg M                          |
| Pavel Piniguin | Lucha libre        | 68 kg M                          |
| Levan Tediashvili | Lucha libre        | 90 kg M                          |
| Ivan Yaryguin | Lucha libre        | 100 kg M                         |
| Soslan Andiyev | Lucha libre        | +100 kg M                        |
| Marina Koshevaya | Natación           | 200 m braza F                    |
| Serguei Nagorny Vladimir Romanovski | Piragüismo         | K2 1000 m M                      |
| Serguei Chujrai Alexandr Degtiarov Yuri Filatov Vladimir Morozov                                                                                    | Piragüismo         | K4 1000 m M                      |
| Alexandr Rogov | Piragüismo         | C1 500 m M                       |
| Serguei Petrenko Alexandr Vinogradov | Piragüismo         | C2 500 m M                       |
| Serguei Petrenko Alexandr Vinogradov | Piragüismo         | C2 1000 m M                      |
| Nina Gopova Galina Kreft | Piragüismo         | K2 500 m F                       |
| Vladimir Yeshinov Nikolai Ivanov Mijail Kuznetsov Alexandr Klepikov Alexandr Lukianov (t)                                                           | Remo               | Cuatro con timonel (M4+) M       |
| Yelena Vaitsejovskaya | Saltos             | Plataforma 10 m F                |
| Alexandr Gazov | Tiro               | Blanco móvil 50 m M              |
| Plata |                    |                                  |
| Yevgueni Mironov | Atletismo          | Peso M                           |
| Alexei Spiridonov | Atletismo          | Martillo M                       |
| Tatiana Anisimova | Atletismo          | 100 m vallas F                   |
| Nadezhda Chizhova | Atletismo          | Peso F                           |
| Rufat Riskiyev | Boxeo              | Medio (75 kg) M                  |
| Vladimir Osokin Alexandr Perov Vitali Petrakov Viktor Sokolov                                                                                       | Ciclismo en pista  | Persecución por eqs. M           |
| Alexandr Romankov | Esgrima            | Florete ind. M                   |
| Vladimir Nazlymov | Esgrima            | Sable ind. M                     |
| Vladimir Tijonov Guennadi Krysin Vladimir Marchenko Alexandr Ditiatin Vladimir Markelov Nikolai Andrianov                                           | Gimnasia artística | Concurso completo por eqs. M     |
| Vladimir Marchenko | Gimnasia artística | Suelo M                          |
| Alexandr Ditiatin | Gimnasia artística | Anillas M                        |
| Nikolai Andrianov | Gimnasia artística | Paralelas M                      |
| Neli Kim | Gimnasia artística | Concurso completo ind. F         |
| Liudmila Turishcheva | Gimnasia artística | Salto de potro F                 |
| Liudmila Turishcheva | Gimnasia artística | Suelo F                          |
| Olga Korbut | Gimnasia artística | Barra de equilibrio F            |
| Vardan Militosian | Halterofilia       | 75 kg M                          |
| Valeri Dvoinikov | Judo               | –80 kg M                         |
| Ramaz Jarshiladze | Judo               | –93 kg M                         |
| Nelson Davidian | Lucha grecorromana | 62 kg M                          |
| Vladimir Cheboxarov | Lucha grecorromana | 82 kg M                          |
| Roman Dmitriyev | Lucha libre        | 48 kg M                          |
| Alexandr Ivanov | Lucha libre        | 52 kg M                          |
| Viktor Novozhilov | Lucha libre        | 82 kg M                          |
| Andrei Bogdanov Serguei Kopliakov Andrei Krylov Vladimir Raskatov                                                                                   | Natación           | 4 × 200 m libre M                |
| Liubov Rusanova | Natación           | 100 m braza F                    |
| Marina Yurchenia | Natación           | 200 m braza F                    |
| Pavel Ledniov | Pentatlón moderno  | Individual M                     |
| Serguei Nagorny Vladimir Romanovski | Piragüismo         | K2 500 m M                       |
| Vasili Yurchenko | Piragüismo         | C1 1000 m M                      |
| Tatiana Korshunova | Piragüismo         | K1 500 m F                       |
| Yevgueni Duleyev Yuri Yakimov Aivars Lazdenieks Vytautas Butkus                                                                                     | Remo               | Cuatro scull (M4x) M             |
| Dmitri Bejterev Yuri Shurkalov Yuri Lorentsson (t)                                                                                                  | Remo               | Dos con timonel (M2+) M          |
| Anna Kondrashina Mira Briunina Larisa Alexandrova Galina Yermolayeva Nadezhda Chernyshova                                                           | Remo               | Cuatro scull (W4x) F             |
| Liubov Talalayeva Nadezhda Roshchina Klavdiya Kozhenkova Yelena Zubko Olga Kolkova Neli Tarakanova Nadezhda Rozgon Olga Guzenko Olga Pugovskaya (t) | Remo               | Ocho con timonel (W8+) F         |
| Alexandr Kediarov | Tiro               | Blanco móvil 50 m M              |
| Valentina Kovpan | Tiro con arco      | Individual F                     |
| Valentin Mankin Vladislav Akimenko | Vela               | Tempest M                        |
| Andrei Balashov | Vela               | Finn M                           |
| Equipo | Voleibol           | Torneo M                         |
| Equipo | Voleibol           | Torneo F                         |
| Bronce |                    |                                  |
| Valeri Borzov | Atletismo          | 100 m M                          |
| Yevgueni Gavrilenko | Atletismo          | 400 m vallas M                   |
| Alexandr Axinin Valeri Borzov Nikolai Kolesnikov Yuri Silov                                                                                         | Atletismo          | 4 × 100 m M                      |
| Alexandr Baryshnikov | Atletismo          | Peso M                           |
| Anatoli Bondarchuk | Atletismo          | Martillo M                       |
| Mykola Avilov | Atletismo          | Decatlón M                       |
| Natalia Lebedeva | Atletismo          | 100 m vallas F                   |
| Vera Anisimova Nadezhda Besfamilnaya Liudmila Maslakova Tatiana Prorochenko                                                                         | Atletismo          | 4 × 100 m F                      |
| Liudmila Axionova Nadezhda Ilina Inta Kļimoviča Natalia Sokolova                                                                                    | Atletismo          | 4 × 400 m F                      |
| Lidiya Alfeyeva | Atletismo          | Salto de longitud F              |
| Equipo | Baloncesto         | Torneo M                         |
| David Torosian | Boxeo              | Mosca (51 kg) M                  |
| Viktor Rybakov | Boxeo              | Gallo (54 kg) M                  |
| Vasili Solomin | Boxeo              | Ligero (60 kg) M                 |
| Viktor Savchenko | Boxeo              | Superwélter (71 kg) M            |
| Viktor Sidiak | Esgrima            | Sable ind. M                     |
| Yelena Belova | Esgrima            | Florete ind. F                   |
| Equipo | Fútbol             | Torneo M                         |
| Nikolai Andrianov | Gimnasia artística | Caballo con aros M               |
| Liudmila Turishcheva | Gimnasia artística | Concurso completo ind. F         |
| Shota Chochishvili | Judo               | Categoría abierta M              |
| Farjat Mustafin | Lucha grecorromana | 57 kg M                          |
| Vladimir Raskatov | Natación           | 400 m libre M                    |
| Arvydas Juozaitis | Natación           | 100 m braza M                    |
| Andrei Smirnov | Natación           | 400 m estilos M                  |
| Marina Koshevaya | Natación           | 100 m braza F                    |
| Liubov Rusanova | Natación           | 200 m braza F                    |
| Raul Arnemann Nikolai Kuznetsov Valeri Dolinin Anushavan Gasan-Dzhalalov                                                                            | Remo               | Cuatro sin timonel (M4+) M       |
| Yelena Antonova | Remo               | Scull ind. (W1x) F               |
| Eleonora Kaminskaitė Genovaitė Ramoškienė | Remo               | Doble scull (W2x) F              |
| Nadezhda Sevostianova Liudmila Krojina Galina Mishenina Anna Pasoja Lidiya Krylova (t)                                                              | Remo               | Cuatro con timonel (W4+) F       |
| Alexandr Kosenkov | Saltos             | Trampolín 3 m M                  |
| Vladimir Aleinik | Saltos             | Plataforma 10 m M                |
| Guennadi Lushikov | Tiro               | Rifle en posición tendida 50 m M |
| Zebiniso Rustamova | Tiro con arco      | Individual F                     |